# Velkovévoda

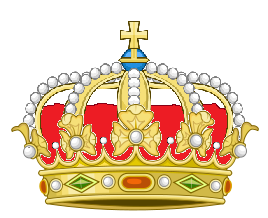
Heraldické znázornění velkovévodské koruny s pěti viditelnými oblouky a vyplňující čapkou jen do půli koruny

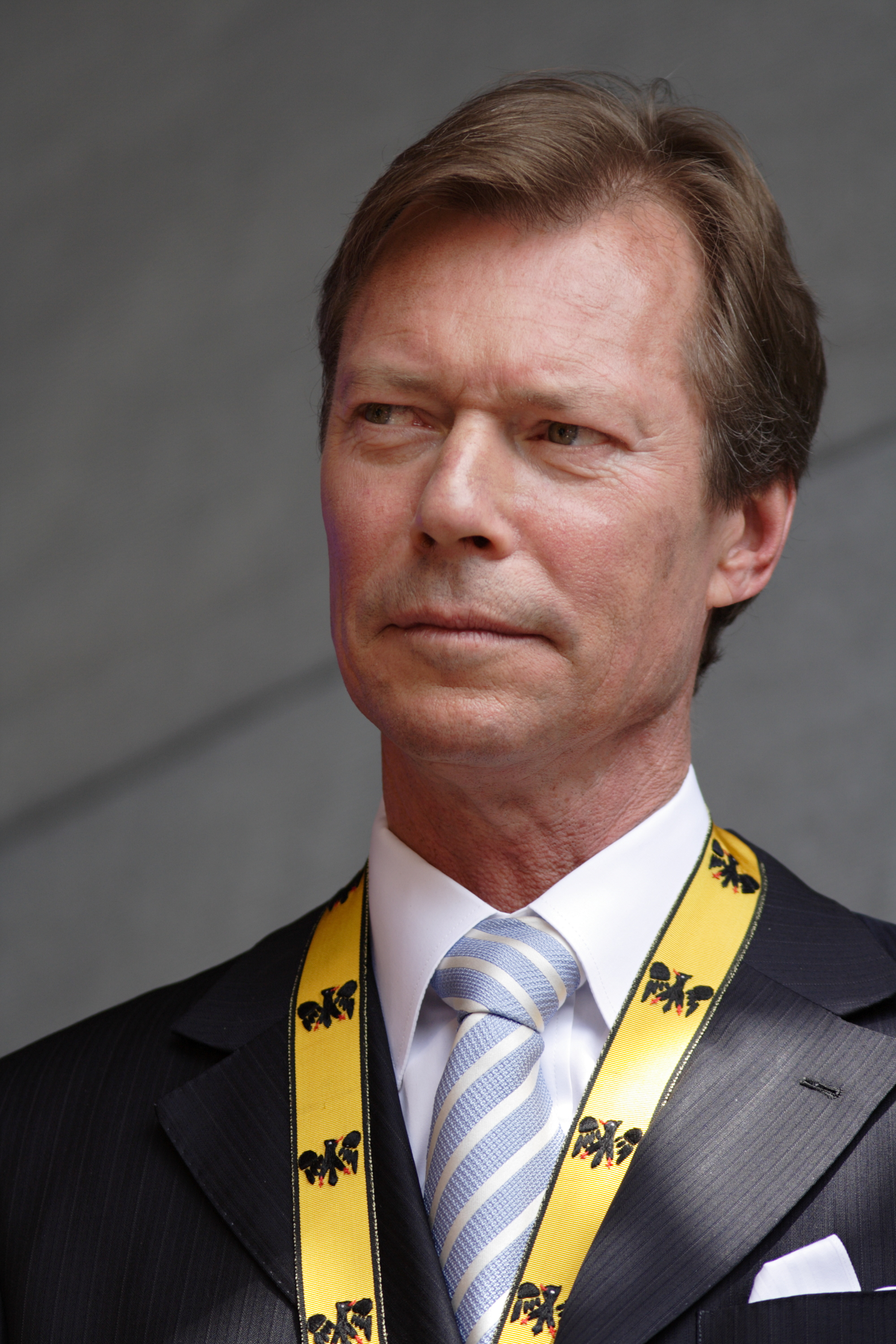
Velkovévoda Jindřich I. Lucemburský, v současnosti jediný panující velkovévoda

Velkovévoda je panovnická hodnost (a zřídka šlechtický titul), používaný ve slovanských, baltských a germánských zemích, zpravidla označující samostatného panovníka, který je z hlediska formální hierarchie nižší než král, ale vyšší než vévoda. Území ovládané velkovévodou se nazývá velkovévodství. Velkovévoda je o trochu nižší než hodnost arcivévoda.
Velkovévodům (a velkovévodkyním) přísluší oslovení královská Výsost (Königliche Hoheit). Ostatním členům velkovévodského rodu pak velkovévodská Výsost (Großherzogliche Hoheit), výjimečně pak jen Výsost (Hoheit).
Titul v některých jazycích:
- latinsky dux magnus
- německy Großherzog (Grossherzog)
- anglicky Grand Duke
- rusky Великий князь či Великий герцог
- francouzsky grand-duc
- italsky granduca
- lucembursky Groussherzog / Grand-Duc

## Dějiny titulu
Termín magnus dux se objevil již za raného středověku pro vrchní panovníky středo- a východoevropských států v období údělů (zejm. Ruska). V takových případech se však v češtině (na rozdíl od některých západoevropských jazyků) tradičně užívá označení veliký kníže. Obdobně se pro panovníky litevské a sedmihradské, stejně jako pro příslušníky ruského imperátorského rodu, užívá v češtině titulu velkokníže, zatímco v západoevropských jazycích je překládán jako velkovévoda. Tito příslušníci ruského carského rodu ale nebyli panujícími, nýbrž šlechtickými velkovévody (velkoknížaty) a používali oslovení císařská Výsost.
Titul velkovévody ve své moderní podobě se začal užívat ve středověku v západoevropských zemích původně jako neoficiální označení mocných vévodů. Filip Dobrý Burgundský začal bez jakéhokoli právního základu v roce 1435 užívat ve své titulatuře i označení velkovévoda Západu.
Zřejmě prvním oficiálním velkovévodou se stal Kosma I. Medicejský, kterému byl roku 1569 udělen
titul velkovévody toskánského papežem Piem V. Svého zenitu dosáhl titul velkovévody v napoleonské a postnapoleonské Evropě, kdy se objevila Velkovévodství bádenské, bergské, frankfurtské, hesensko-rýnské, lucemburské, meklenbursko-zvěřínské a meklenbursko-střelické, oldenburské, sasko-výmarsko-eisenašské a würzburské.
Tyto státy však postupně zanikaly a v současnosti existuje v Evropě pouze velkovévodství lucemburské.